# Astrild du Niger
Estrilda poliopareia
Espèce
Statut de conservation UICN

 NT  : Quasi menacé
L'Astrild du Niger (Estrilda poliopareia) est une espèce de passereaux appartenant à la famille des Estrildidae.

## Répartition
Son aire fragmentée s'étend à travers le sud du Nigeria et du Bénin, notamment les forêts marécageuses du delta du Niger (en).

## Alimentation
Il se nourrit principalement de graines d'herbacées. Il a observé se nourrissant de Kyllinga, Fimbristylis, Cerastium, Digitaria et Panicum.